# 亞特蘭提斯行動
亞特蘭提斯行動（英語：Operation Atlantis）是一個建立微型國家的計劃，由Werner Stiefel領導，希望在國際水域中建立一個自由意志主義的國家。行動開始於1971年12月，由Stiefel於哈德遜河出發，把一座以鋼筋混凝土興建的小船駛往巴哈馬群島附近。不過在抵達後不久，小船遇上颶風而沉沒。

## 外部連結
- Operation Atlantis and the Radical Libertarian Alliance: Observations of a Fly on the Wall by Roy Halliday